# Horns Herred (Jylland)

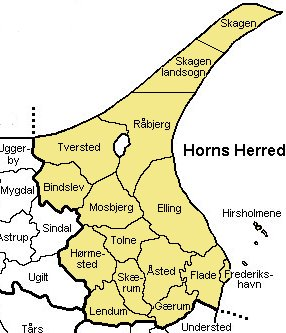
Horns Herred

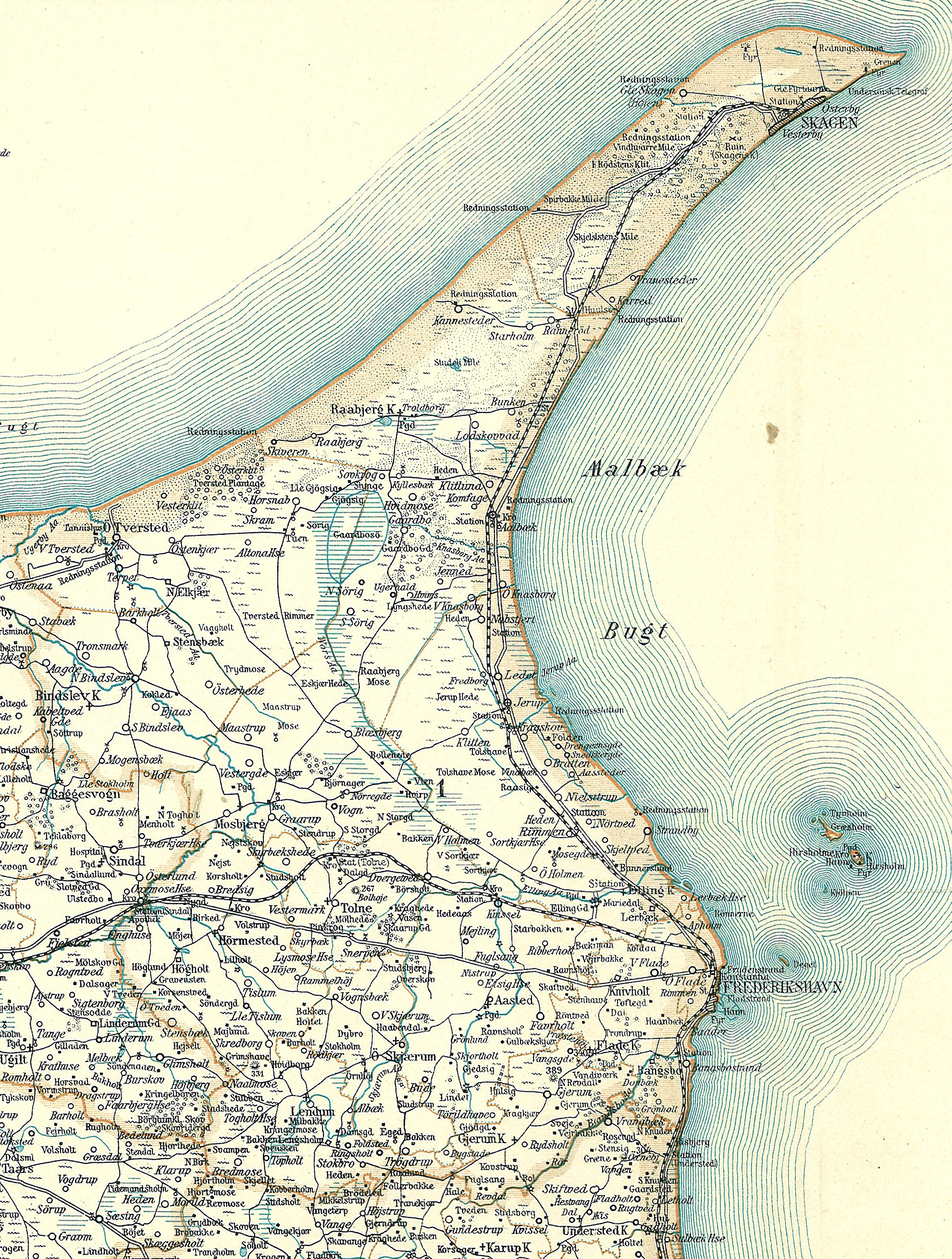
Horns Herred rond 1900

Horns Herred was een herred in het voormalige Hjørring Amt in Denemarken. Na 1970 werd het gebied opgenomen in de nieuwe provincie Noord-Jutland.

## Parochies
Horns Herred omvatte oorspronkelijk 14 parochies. In latere lijsten worden ook de parochies binnen de steden Skagen en Frederikshaven vermeld. Daarnaast ontstonden drie nieuwe parochies uit eerdere kerkdistricten.
- Abildgård
- Bangbostrand
- Bindslev
- Elling
- Flade
- Frederikshavn
- Gærum
- Hirsholmene (nu deel van parochie Frederikshavn)
- Hulsig Kirkedistrikt (in Skagen Landsogn)
- Hørmested
- Kvissel Kirkedistrikt
- Lendum
- Mosbjerg
- Råbjerg
- Skagen
- Skærum
- Sørig Kirkedistrikt
- Tolne
- Tversted
- Åsted